# Ferme de la rue Trémouroux
La ferme de la rue Trémouroux  dans l'entité de Perwez, dans l'ancienne commune d'Orbais a fait l'objet d'un classement en 1987. C'est un bel exemple de ferme brabançonne de la seconde moitié du XVIIIe siècle, qui a vu sa vocation agricole abandonnée pour l'habitat.

## Histoire et Architecture
C'est un vaste quadrilatère en face de l'église St-Paul au no 94 de la rue Trémouroux 
(anciennement 51 rue de l'Intérieur à Orbais, avant la fusion des communes). La cour intérieure est très allongée mais est ouverte depuis la démolition de la grange en 1980. La forme carrée est devenue en " U ".
Le porche-colombier imposant, en brique, à front de la rue, est couvert d'une toiture en croupe. Deux grandes baies à croisées en grès surmontent le millésime de 1754 au-dessus de l'arc.
À droite un logis dont les cinq fenêtres sont à linteau bombé. Sur la façade droite donnant sur la rue de Tourinnes, subsiste une fenêtre à croisée, témoin de la construction initiale. La porte à rue de ce côté est surmontée d'une traverse, d'un linteau bombé et d'un larmier mouluré et orné d'une clé.    
Dans l'aile opposée aveugle à rue et ouverte seulement vers la cour par des baies à linteau droits et de portes cintrées en grès se trouvaient des étables sous fenil. 

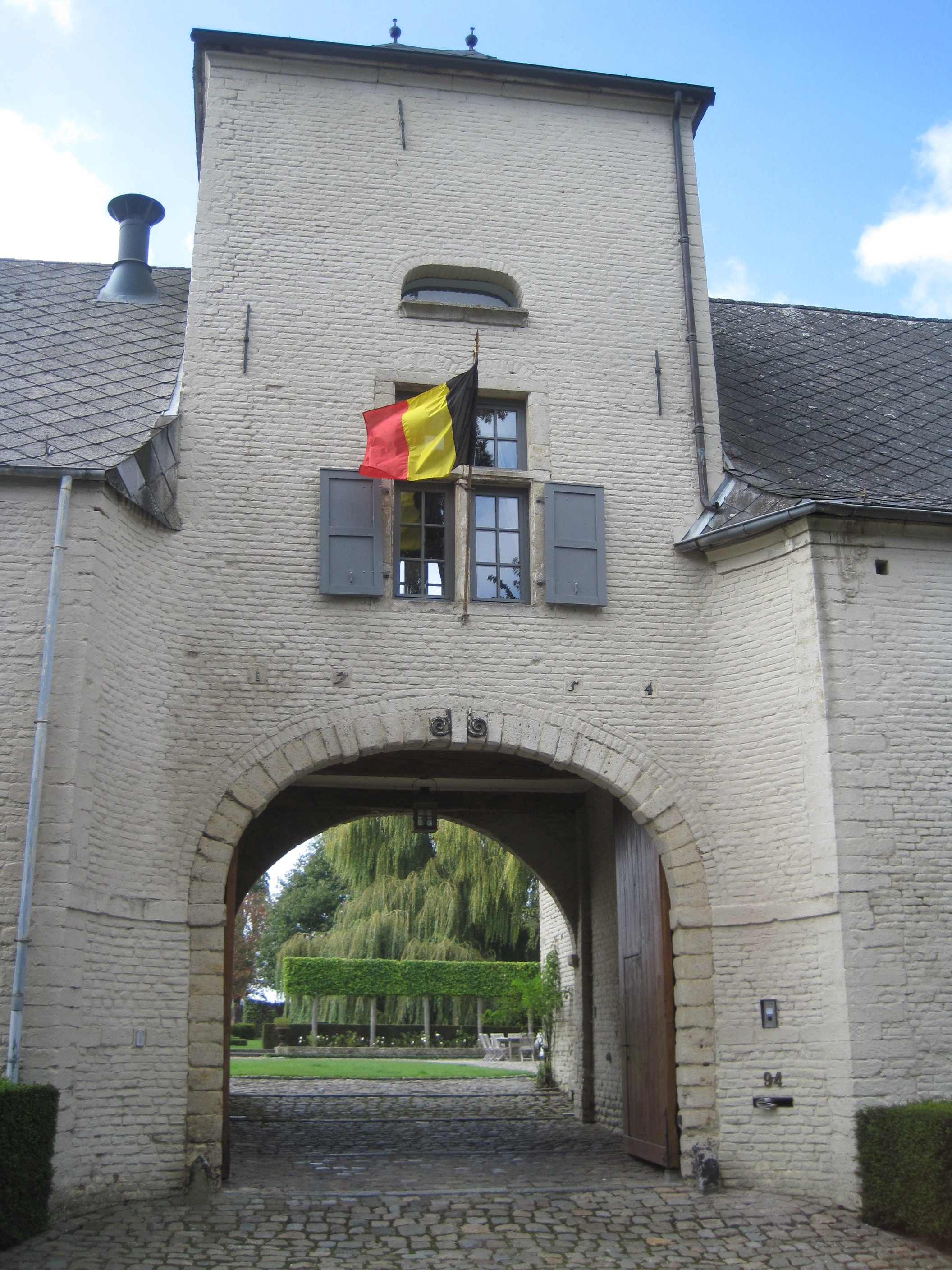
Tour-porche de la ferme
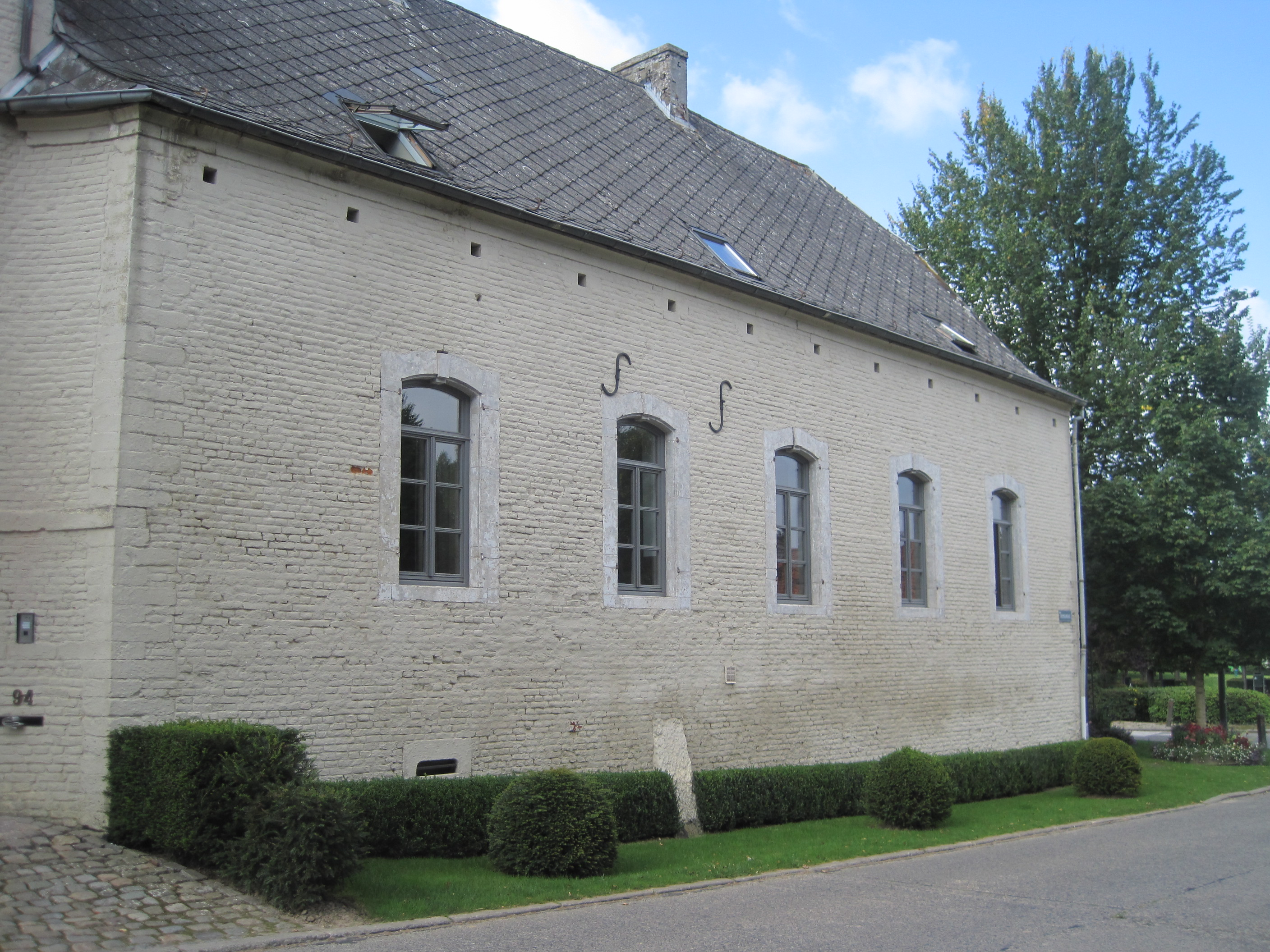
logis à front de rue
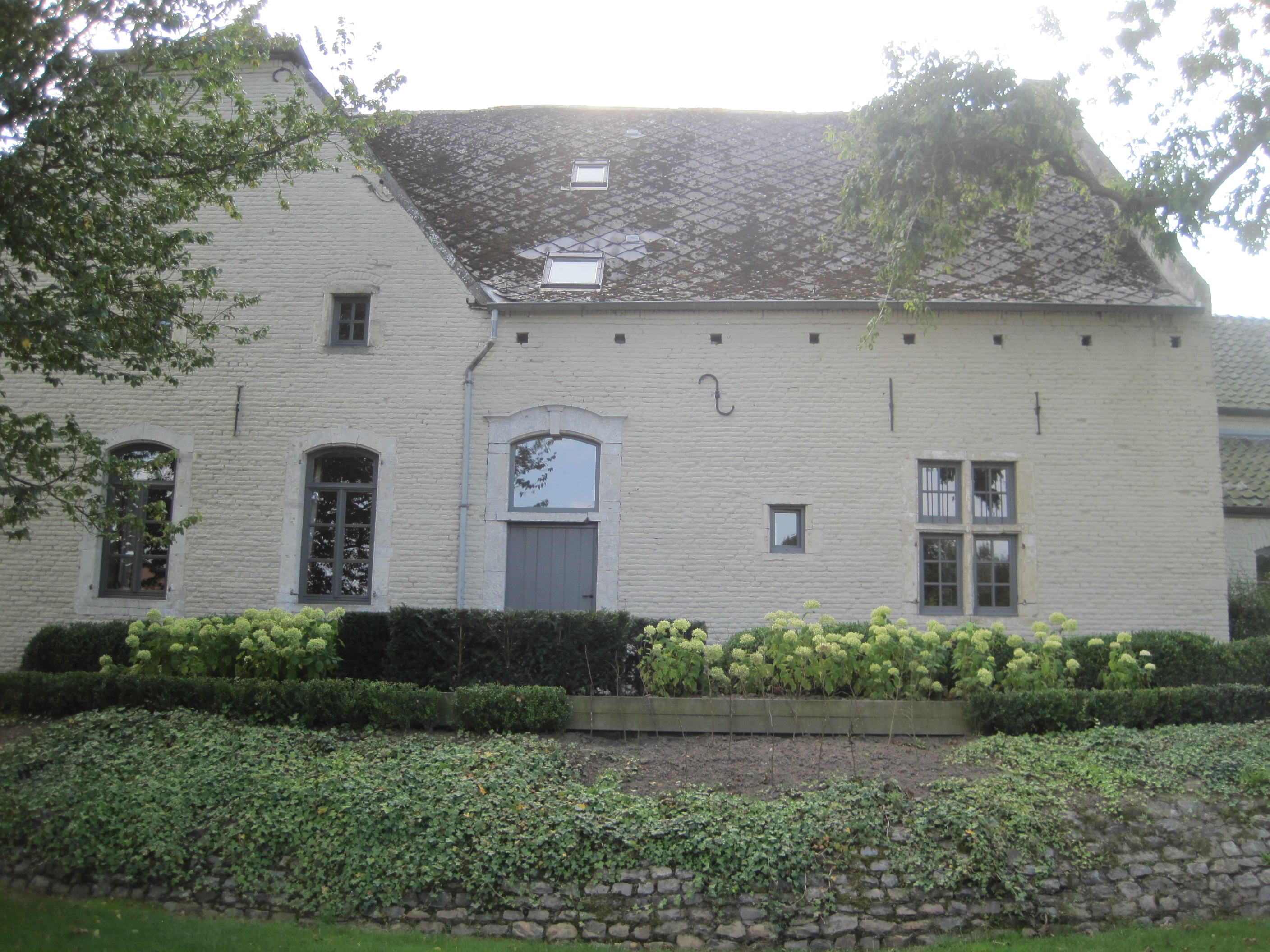
fenêtre à croisée et porte à rue
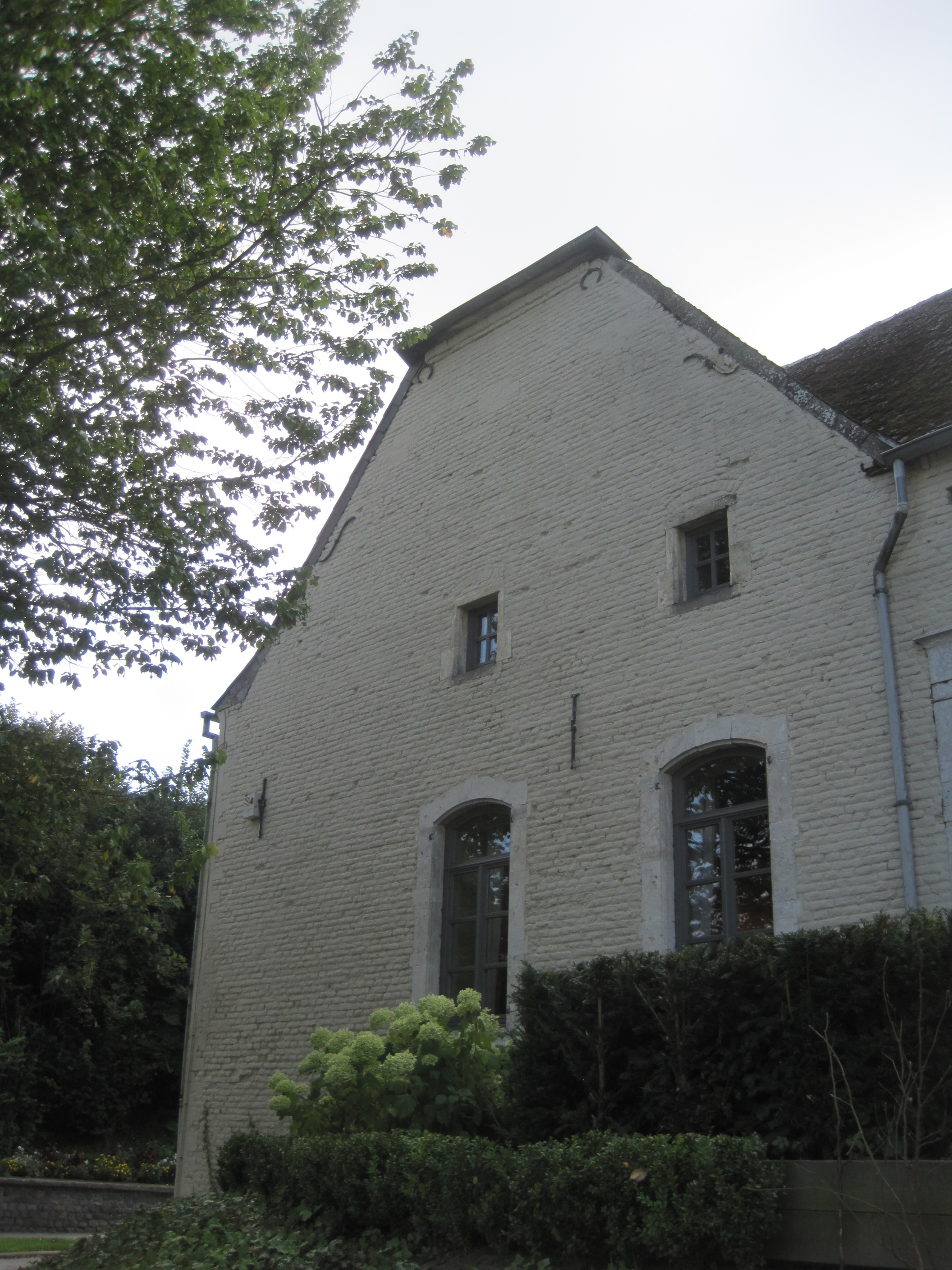
pignon sur la rue de Tourinnes